# Peracarida
Peracarida är en stor och viktig grupp av högre kräftdjur. Det är en undergrupp till storkräftorna (Malacostraca) och innehåller t.ex. märlkräftor, gråsuggor, pungräkor m.fl. cirka 21 500 arter är beskrivna, och troligen finns många fler.

## Byggnad
Peracarida kännetecknas av ett yngelrum på buken (marsupium) som bildas av plattor (oostegiter) som är fästa vid benparens innersta segment. Andra gemensamma kännetecken finns i mandiblernas och maxillipedernas byggnad.

## Systematik
Peracarida är en av tre överordningar i underklassen Eumalacostraca, som är den största delen av storkräftorna (Malacostraca). Peracarida är systergrupp till Eucarida, som innehåller de tiofotade kräftdjuren. 
Peracarida delas upp i 12 ordningar, varav märlkräftor (Amphipoda), gråsuggor (Isopoda) och pungräkor (Mysida) är de viktigaste. Ganska många arter, även i svenska hav, finns också i ordningarna Cumacea och Tanaidacea. Alla dessa är medelstora kräftdjur, ofta kring en eller någon cm i längd, och de flesta lever i havet, några i sötvatten och ett fåtal på land. Övriga ordningar är små och beskrivs kort nedan. En ordning är utdöd.

### Ordningar
- Amphipoda  (märlkräftor, 8 000 arter) Latreille, 1816

- Isopoda (gråsuggor, 10 000 arter) Latreille, 1817

- Mysida (pungräkor, 1 000 arter) A. H. Haworth, 1825

- Cumacea (1 600 arter) Krøyer, 1846

- Tanaidacea (1 500 arter) Dana, 1849

- Lophogastrida G. O. Sars, 1870

Lophogastrider är relativt stora, räkliknande djur, 1–8 cm, som förekommer pelagiskt på djupt vatten i oceanerna. Man känner till 56 arter i nio släkten och tre familjer. Larverna utvecklas i yngelrummet som hos andra peracarider, och det finns inget frilevande larvstadium. De slogs tidigare ihop med pungräkorna (Mysida), men anses nu som väl skilda från dessa. En art, Gnathophausia ingens, kan bli upp till 35 cm och är troligen världens största pelagiska kräftdjur.
- Mictacea Bowman, Garner, Hessler, Iliffe & Sanders, 1985

Gruppen består av fyra arter som lever i djuphavet eller i grottor. Den innehåller sex arter, små, räkliknande djur. De upptäcktes 1985.
- Pygocephalomorpha Beurlen, 1930

Utdöda, var vanliga under karbon, dog ut under perm. Fem familjer.
- Spelaeogriphacea Gordon, 1957

Fyra arter kända, alla lever underjordiskt i grottor. Längd högst 10 mm. Förekommer i Brasilien, Sydafrika och Australien, vilket talar för att gruppen har uppstått redan för 200 miljoner år sedan i havet kring Gondwana.
- Stygiomysida Tchindonova, 1981

De 16 arterna i två familjer slogs tidigare ihop med pungräkorna (Mysida). De lever i grottor.
- Thermosbaenacea Monod, 1927

Lever i varma källor i sött eller bräckt vatten. Eftersom de lever i grottor är de blinda och färglösa. Förekomsten stämmer med Tethyshavets utbredning under Miocen, så de har troligen utvecklats från marina föregångare. Man känner till 34 arter i fyra familjer.

### Bilder

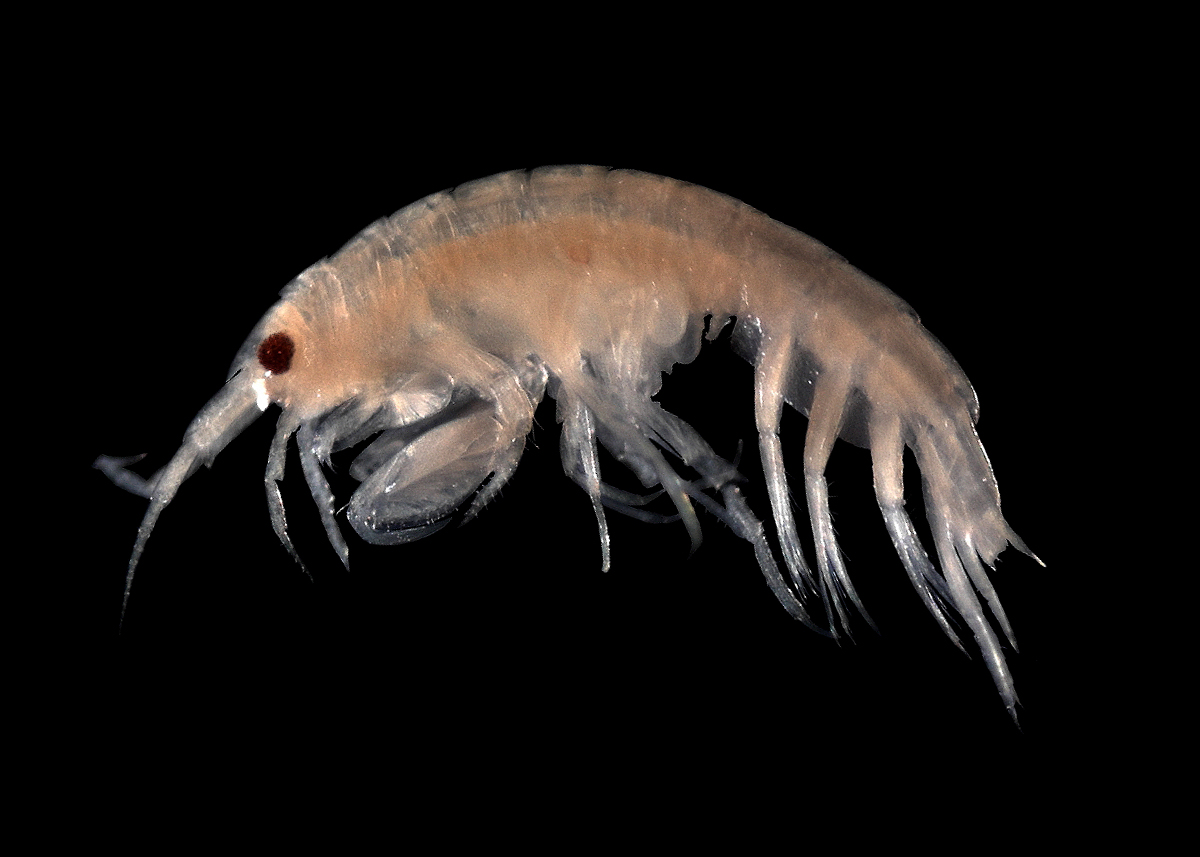
Amphipoda: Märlkräftan Leucothoe incisa
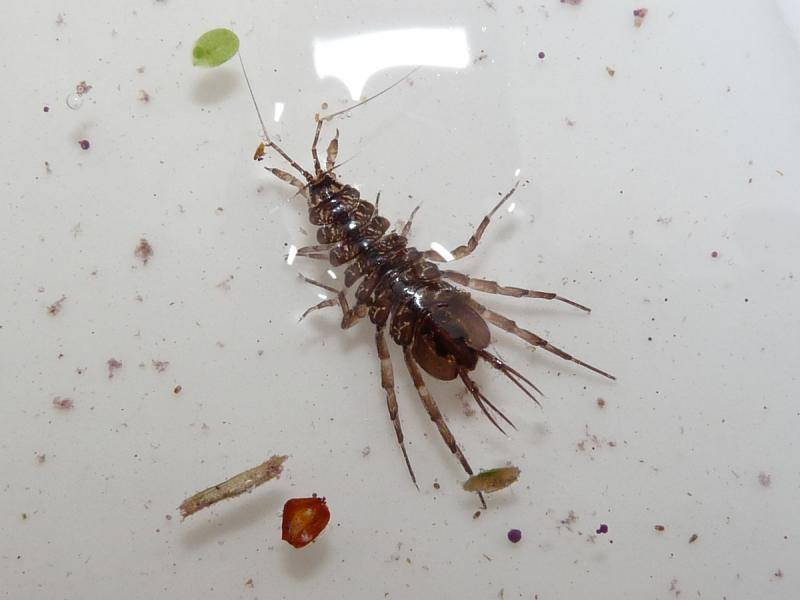
Isopoda: Sötvattensgråsuggan Asellus aquaticus
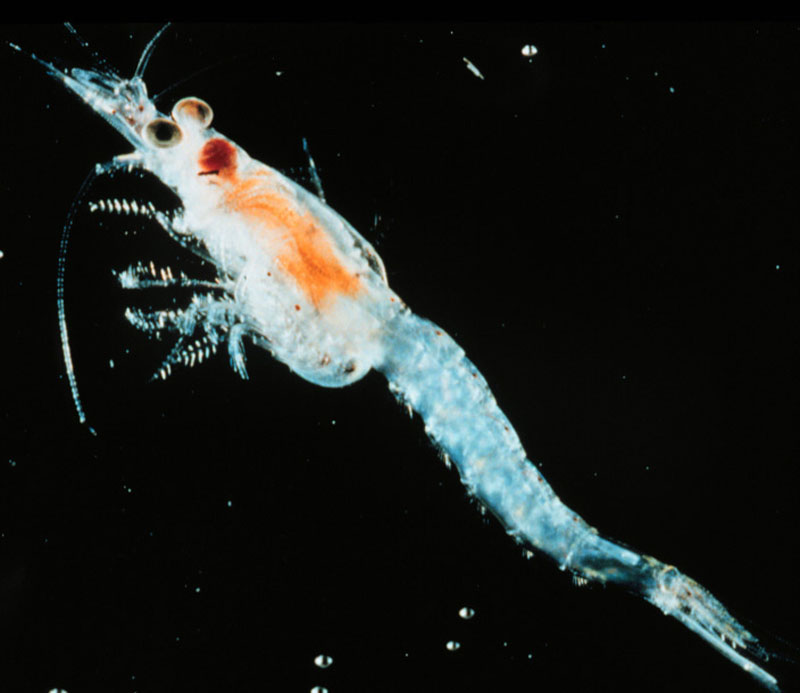
Mysida: Pungräkan Mysis relicta
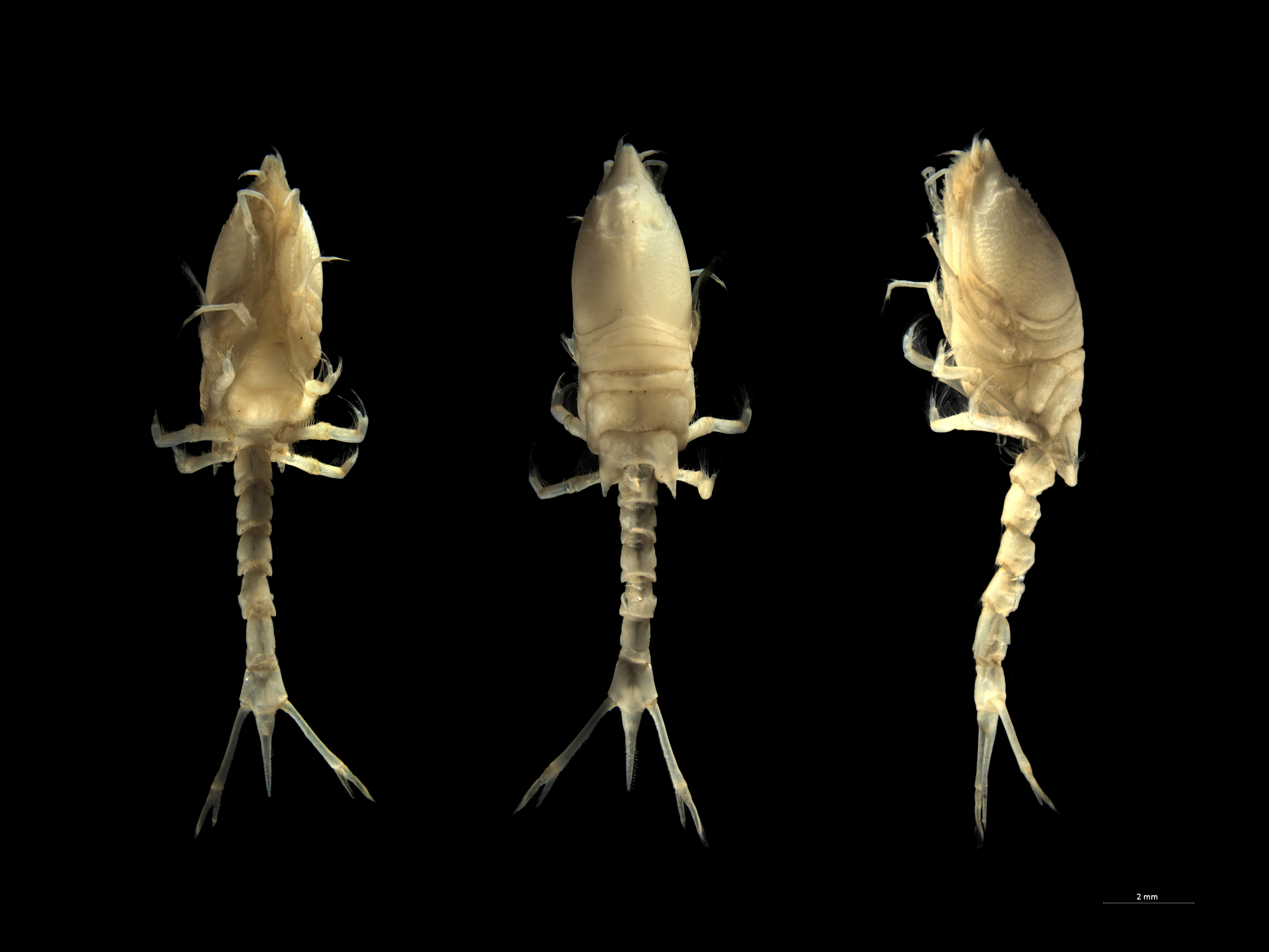
Cumacea: Diastylis rathkei
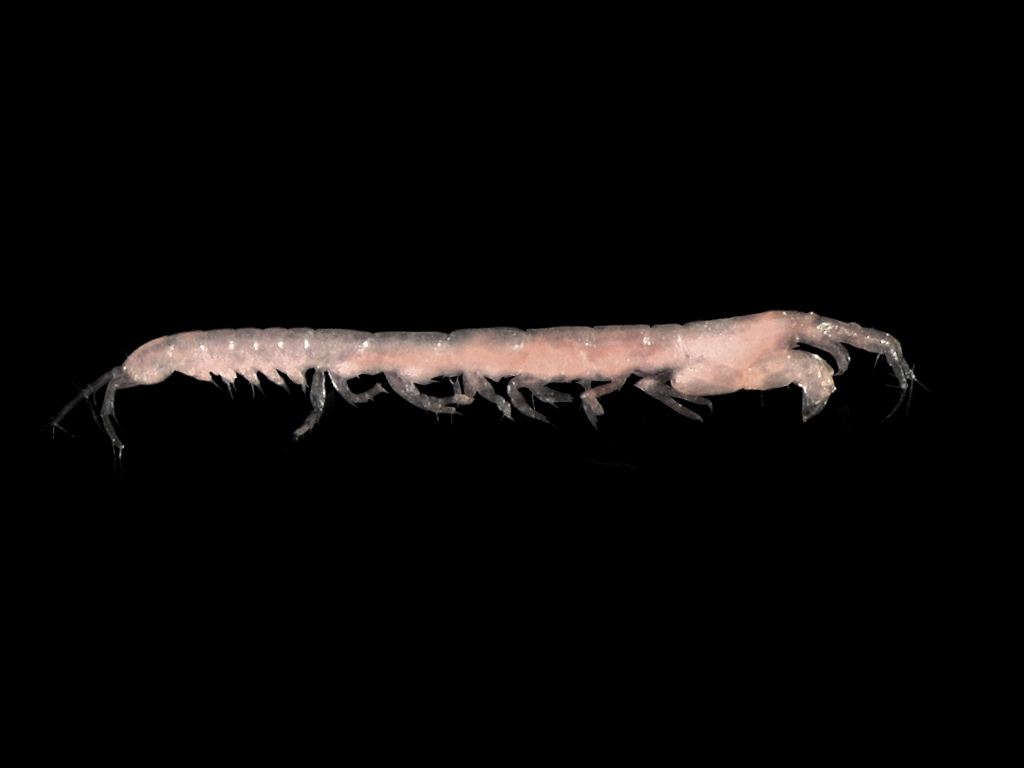
Tanaidacea: Tanaissus lilljeborgi
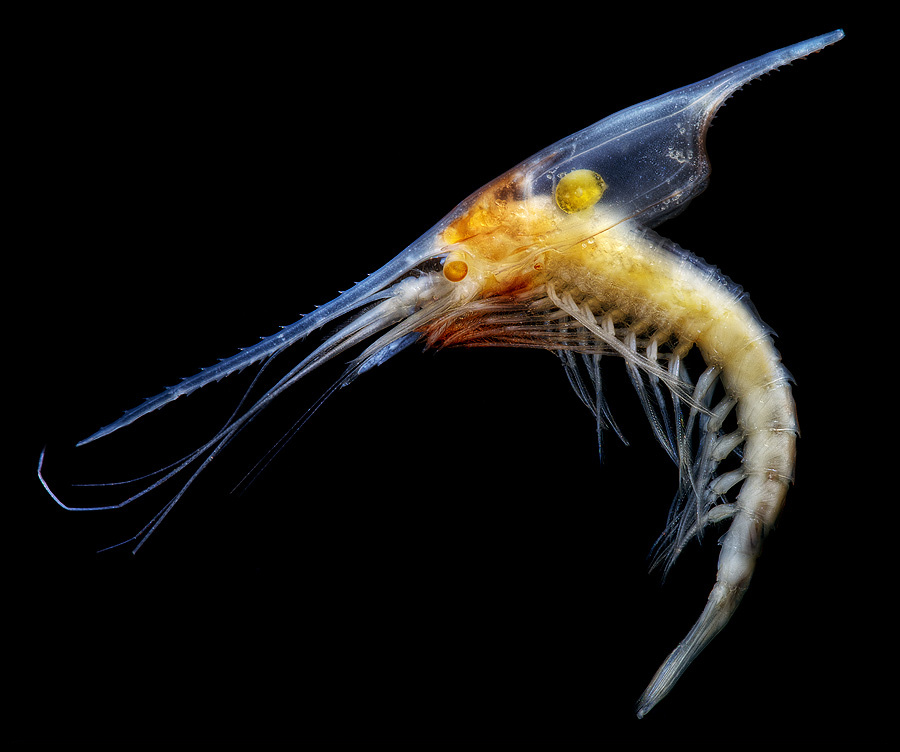
Lophogastrida: Zoea-larv av Gnathophausia sp.
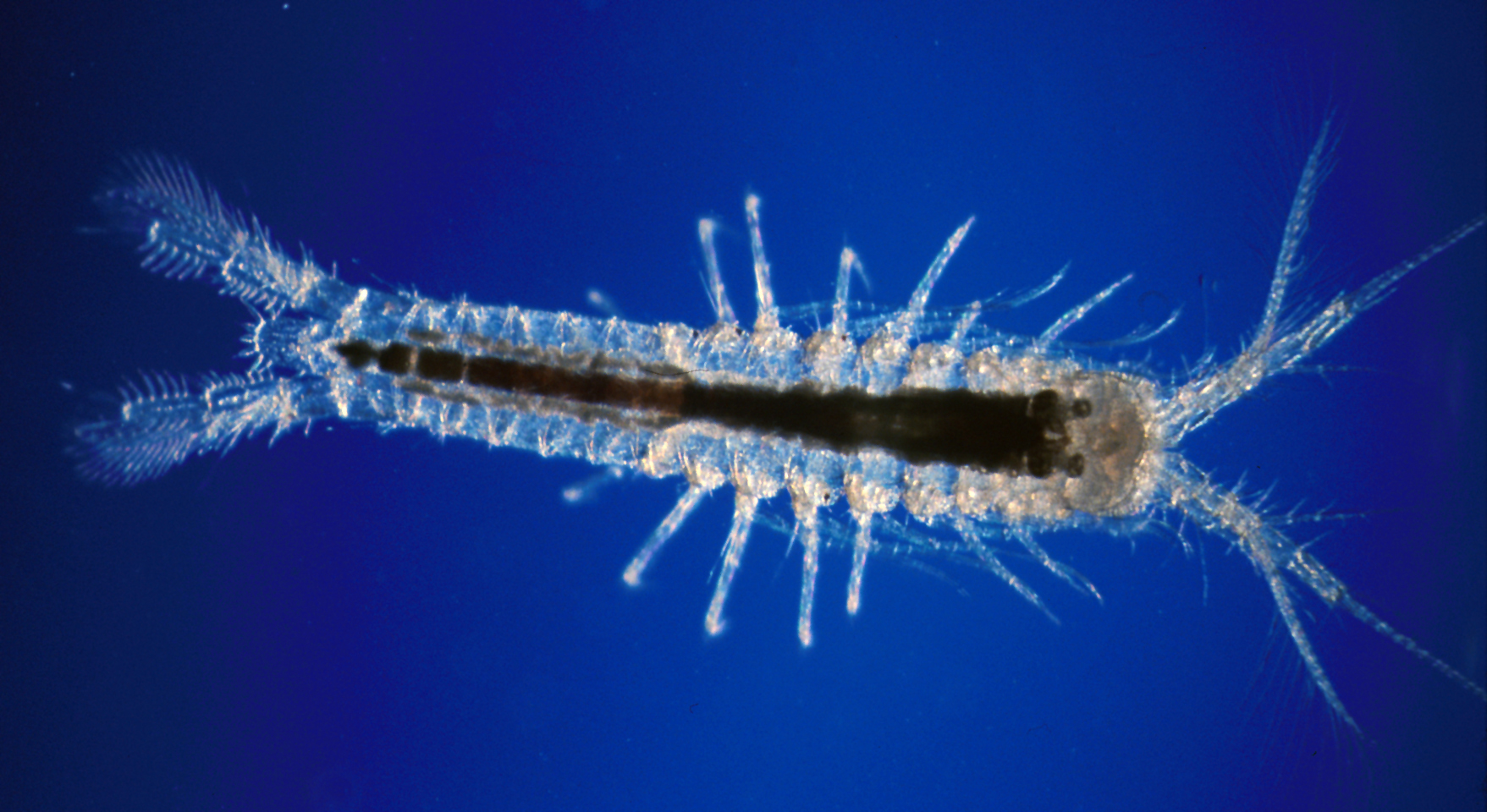
Mictacea: Mictocaris halope

## Evolution
Fossil av peracaridordningar som Isopoda, Cumacea och Tanaidacea är kända från Paleozoikum för 300 miljoner år sedan. Vid denna tid levde också förfäderna till märlkräftorna, Amphipoda, även om inga fossil av denna grupp från den tiden är kända. Gruppernas utbredning ökade fr.a. under Mesozoikum. Den nutida utbredningen på norra halvklotet av familjen Crangonyctidae, som är en mycket ursprunglig grupp inom amfipoderna, tyder på att dessa har utvecklats i Laurasien redan före jura.